# Verhaalanalyse
Verhaalanalyse is een techniek die wordt toegepast om de structuur van verhalen te ontleden en deze aldus beter te begrijpen. Verhaalanalyse spoort onder andere verbanden op die in een literaire tekst als "diepere laag" aanwezig zijn. Verhaalanalyse kan gezien worden als een aspect van de narratologie.

## Genre
Het literaire genre waar een verhaal bij hoort is een bepaald type creatief product. In het algemeen wordt een onderverdeling gemaakt tussen meerdere hoofdgenres:
| indeling van literaire hoofdgenres (met enkele voorbeelden) | indeling van literaire hoofdgenres (met enkele voorbeelden) |
| --- | --- |
| - fictie: bevat een verhaal dat zich niet in de realiteit afgespeeld heeft, maar voortkomt uit de fantasie van de auteur (of diens bronnen). - uitgevoerde, opgevoerde verhalen: - toneelstuk - film - opera - oratorium - geschreven en gedrukte verhalen: - proza - roman - novelle - kort verhaal - verhalende poëzie - epos - ballade - scripts - scenario, - libretto - toneelscript | - non-fictie: met deze term worden informatieve teksten of beelden aangeduid, die hoofdzakelijk op de werkelijkheid betrekking hebben. - informatieve teksten - artikel - verslag of rapport - biografie - woordenboek - encyclopedie - handboek - betogende teksten - essay - verhandeling of scriptie - column - recensie. - persoonlijke teksten - brief - memoires, autobiografie, dagboek - logboek - blog - dialogerende teksten - interview - enquête - discussie- of internetforum |

Binnen deze hoofdgenres bestaan nog verschillende subgenres, zoals western, detective, sciencefiction.
Bij het categoriseren van literatuur binnen bepaalde genres toetst men de structurele elementen die gebruikt worden om een verhaal te vertellen. Als deze elementen steeds opnieuw terugkomen in een verhaal, spreekt men van een genre.

### Fictie/non-fictie
In het algemeen kunnen twee categorieën van verhalen onderscheiden worden: fictie en non-fictie. Onder fictie verstaat men verhalen die zich niet in de realiteit afgespeeld (kunnen) hebben, maar die voortkomen uit de fantasie van de auteur (of diens bronnen). Non-fictie, het tegenovergestelde van fictie, wordt gevormd door informatieve teksten of beelden, die hoofdzakelijk op de werkelijkheid betrekking hebben (informatieve, historische, betogende, persoonlijke of dialogerende teksten).
Een tussenvorm van deze beide types wordt aangeduid met de term faction (ook wel factfiction of genoemd). Het verhaal is dan gebaseerd op feiten, maar daaromheen worden dingen verzonnen (bijvoorbeeld in de film Titanic).

## Verloop
Het verloop (de opbouw) van een verhaal kan getypeerd worden aan de hand van de termen plot (geschiedenis, sujet) en story (verhaal, fabula).
Plot of sujet (geschiedenis): de plot is de verhaallijn van een verhaal in een boek, toneelstuk of film. De lijn loopt van het begin van het werk via verschillende verwikkelingen en intriges naar het einde. De plot is meestal verborgen (bv. detectiveverhalen) om de lezer of aanhoorder in het ongewisse te laten en om ze aan te sporen verder te lezen.
Story of fabula (verhaal): een in meer of mindere mate fictief relaas van één of meerdere gebeurtenissen die de (hoofd)personages meemaken. De vorm van een story waarbinnen de ontwikkeling plaats heeft kan sterk verschillen. In het algemeen wordt ook gezegd dat de story de manier waarop, en de volgorde waarin de geschiedenis door een auteur wordt voorgesteld.

### Begin en einde

#### Begin
Het incipit is de openingszin of -passage van een verhaal. De vertelling van een verhaal kan op drie verschillende punten van dat verhaal beginnen: vooraan in de geschiedenis, in het midden of achteraan.
Bij "ab ovo" (letterlijk: uit het ei) begint de vertelling bij het begin van de geschiedenis. De schrijver voert de belangrijkste personages ten tonele en vertelt het een en ander over hen. In de narratologie wordt gesproken over het geven van de expositie, informatie over dat wat aan het verhaal voorafging, zodat de lezer of de kijker het vervolg van het verhaal kan begrijpen.
Bij in medias res (letterlijk: in het midden van de zaak) start de vertelling zonder duidelijke inleiding of sfeerschepping, terwijl de voorafgaande gebeurtenissen pas later (impliciet of expliciet) uit de doeken worden gedaan. Een vaak gebruikte techniek is het werken met flashbacks om de ontbrekende informatie te onthullen.
Bij post rem (letterlijk: na de zaak) of in ultimas res (op het einde van de zaak) begint de vertelling bij het einde van de geschiedenis. Ook hier wordt de techniek van de flashback vervolgens toegepast.

#### Einde
De terminus is de laatste passage van een verhaal. Een verhaal kan op twee manieren eindigen: met een open einde of met een gesloten einde.
Open einde: de auteur geeft geen antwoord op de vragen die gedurende het verhaal de kop op steken. De lezer moet dus zelf invullen. Dit kan bijvoorbeeld worden gedaan indien de auteur weet of vermoedt dat de lezers/kijkers uiteenlopende verwachtingen hebben over hoe bepaalde situaties af zouden moeten lopen (bijvoorbeeld of twee personages wel of niet een serieuze relatie moeten krijgen), en bang is een deel van zijn doelpubliek teleur te stellen met zijn keuze van een einde. Een open einde kan ook worden toegepast om een mogelijk vervolg te kunnen schrijven.
Gesloten einde (het tegengestelde van een open einde): de auteur geeft wel antwoord op de vragen die gedurende het verhaal worden gesteld. De lezer weet dus precies hoe het verhaal afloopt, of de protagonist zijn dramatisch doel heeft bereikt, en wat het aandeel was van ieder personage bij het tot stand komen van dit resultaat.

## Personages
Er zijn de volgende soorten personages:
- Protagonist: de hoofdrolspeler van het verhaal. Een hoofdrolspeler is een personage dat centraal wordt belicht en waarvan we meestal de gevoelens en gedachten kennen.
- Antagonist: de tegenspeler van de protagonist. Het is meestal een tegenhanger van wat een maatschappelijke en psychologisch aangepaste figuur zou kunnen zijn.
- Daarnaast onderscheidt men de bijfiguren of nevenpersonages, die minder opvallend zijn en soms naar de achtergrond verdrongen worden.

Verder worden personages op basis van hun psychologie nog eens opgedeeld in de types:
- Rond karakter, ook wel round character genoemd, is een personage wiens karakter zich in de loop van het verhaal ontwikkelt, in gunstige of ongunstige zin. Een round character bezit meestal goede en slechte eigenschappen en heeft psychologische diepgang (we kennen zijn gevoelens en gedachten). Een personage van dit type is onvoorspelbaar.
- Vlak karakter, ook wel flat character genoemd, is het tegengestelde van een round character. Het karakter van het personage ontwikkelt zich niet (of niet duidelijk). Het heeft een aantal specifieke (goede of slechte) kenmerken en eigenschappen, die gedurende het hele verhaal gelijk blijven. Deze personages zijn vaak voorspelbaar.
- Typetje: een vereenvoudiging van een flat character. Het is een personage dat met één karaktertrek gedefinieerd kan worden.

## Tijd
De tijd heeft betrekking tot verschillende aspecten:

### Chronologie
Afwijkingen van een chronologische vertelling zijn de flashback en de flashforward.
Een flashback of analepsis doet zich voor wanneer het chronologisch verloop wordt doorbroken door een stuk verhaal in het verleden. Bij een vertelling in medias res of post rem wordt gebruik gemaakt van flashbacks.
Een flashforward, prolepsis of anticipatie is een narratieve techniek waarbij verwijzingen naar de toekomst in het verhaal worden ingelast. Dit gebeurt door middel van een auctoriële verteller, waardoor de spanning wordt verhoogd.

### Verteltempo
- De tijdversnelling of tijdverdichting (tijdsprongen maken) ontstaat wanneer de gebeurtenissen versneld voorkomen in het verhaal. De vertelde tijd is groter dan de verteltijd.
- De tijdverruiming, tijdverlenging of tijdvertraging (retardering) ontstaat als de gebeurtenissen vertraagd voorkomen. De vertelde tijd is kleiner dan de verteltijd.
- Als een deel van de geschiedenis wordt weggelaten, dan is dat een ellips. Bij dit tijdselement is de vertelde tijd veel groter dan de verteltijd.
- Een pauze is een element dat geen tijd in beslag neemt. In een pauze wordt iets uitgebreid gepresenteerd of beschreven.

##### Verteltijd
De verteltijd (de tijd van het sujet) is de tijd die nodig is om een verhaal of boek te lezen, of de tijd die een film in beslag neemt om het verhaal te vertellen. Het wordt uitgedrukt in uren, bladzijden, hoofdstukken, paragrafen, regels of woorden.

##### Vertelde tijd
De vertelde tijd (de tijd van de fabel) is het tijdsverloop van de fabel in een verhaal. Het is de tijd in het verhaal waarover wordt verteld. Het belang van de vertelde tijd is dat men altijd de verteltijd en de vertelde tijd in verhouding tot elkaar moet nemen. Op die manier kan de spanning bepaald worden. Voorbeeld: als de verteltijd 200 bladzijden is, en de vertelde tijd 100 jaar, dan is er steeds een tijdsversnelling. Er zijn amper 200 bladzijden om een verhaal te vertellen dat een tijdspanne van 100 jaar bestrijkt.

### De kalendertijd
De kalendertijd is de (al dan niet historische) tijdsperiode waarin een verhaal zich afspeelt, zoals de prehistorie, de middeleeuwen of de toekomst. In sommige gevallen wordt een fictief tijdskader gecreëerd.

## Ruimte
De ruimte in een verhaal kan veel invloed hebben op de interpretatie. Er zijn vier soorten ruimte: functionele ruimte, decoratieve ruimte, begeleidende ruimte en contrasterende ruimte.
De functionele ruimte: de plaats van de handeling is van groot belang voor het verhaal. De ruimte heeft een functie. Voorbeeld: een horrorverhaal start in de kerkers van een verlaten kasteel, bij volle maan, terwijl het regent en bliksemt.
De decoratieve ruimte: de ruimte heeft geen enkel belang in het verhaal. De ruimte is functieloos en is er enkel ter decoratie. De decoratieve ruimte is beschrijvend voor een verhaal.
De begeleidende ruimte, karakteristieke ruimte of symbolische ruimte: de ruimte ondersteunt de handeling van de personages. Voorbeeld: een prinses huilt omdat de prins moet vertrekken, en buiten stormt het en regent het pijpenstelen.
De contrasterende ruimte: de plaats van handeling staat in contrast met de handeling. Voorbeeld: een prinses huilt omdat de prins moet vertrekken en de zon schijnt buiten.

## Verteltechniek
De verteltechniek gaat het om de vertelsituatie, de weergaven van gedachten en gesprekken. Dit kan onderscheiden worden van de verhaalanalyse. De tijd-aspecten als verteltempo en de volgorde kunnen ook tot de verteltechniek gerekend worden.

### Vertelperspectieven
Een belangrijk aspect van een verhaal is het gebruikte vertelperspectief of vertelinstantie, dus het personage dat het verhaal vertelt. Het is als het ware de positie van waaruit de lezer het verhaal waarneemt. Het boek spreekt tot de lezer en vertelt hem iets. Er kan daarom van een verteller gesproken worden. De verteller in een verhaal ziet men bijvoorbeeld duidelijk naar voren komen als een omgeving of situatie wordt omschreven. Ook kan de verteller verborgen zijn en lijkt het verhaal 'zichzelf te vertellen'.

### Samenhang en verband
Tussen de gebeurtenissen en/of personages met hun handelingen (de door de personages veroorzaakte en gewilde gebeurtenissen) kunnen de verschillende vormen van samenhang worden onderscheiden: temporele samenhang, causale samenhang en associatieve samenhang.
Temporele samenhang heeft betrekking op het verloop van de handelingen en gebeurtenissen. Deze worden chronologisch gerangschikt, dus volgens de factor tijd.
Causale samenhang betreft het verloop van de handelingen en gebeurtenissen. De handelingen en gebeurtenissen worden gerangschikt volgens de factor oorzaak.
Associatieve samenhang: het verband tussen de gebeurtenissen of personages en hun handelingen berust op verwante voorstellingen of associaties.
De structuur van verhalen bestaat verder uit de omstandigheden, die gevormd worden door de ruimte waarin het verhaal speelt en de tijd waarin het verhaal speelt (de tijdsverlopen, de tijdstippen, de perioden), en uit de motieven en thema's.

### Spanning
In vele verhalen is er ook een vorm van spanning aanwezig. In het algemeen zijn er drie soorten spanning: inhoudelijke, emotionele en intellectuele spanning.
Inhoudelijke spanning is de spanning in verband met de inhoud en de afloop van het verhaal. Het doel van deze spanning is om de lezer nieuwsgierig te maken en hem tot het einde vast te houden in het verhaal. Inhoudelijke spanning, een cliffhanger, mondt uit in een climax.
Emotionele spanning houdt in dat de lezer meer kennis heeft dan het/de personage(s) en min of meer geneigd is ze te waarschuwen.
Intellectuele spanning betekent dat de lezer voelt dat hij minder weet dan het personage en dus een kennisachterstand heeft. Dit is steeds het geval als het verhaal in medias res begint.

### Motief
Het motief of neventhema is een welbepaald gegeven (gedachte, voorwerp, handeling, toestand, ...) dat meermaals expliciet terugkeert in een verhaal. Het zijn kleine en korte, betekenisdragende elementen en kerngegevens in een verhaal. Het komt steeds expliciet voor in het verhaal en aan de hand daarvan kunnen we het thema bepalen.
Men maakt een onderscheid in concrete en abstracte motieven:
- Concreet motief: tot deze groep motieven behoren de verhaalmotieven, de statische motieven en de leidmotieven.
  - Verhaalmotieven verschillen per verhaal. Ze hebben altijd een dynamisch karakter, omdat ze met het verloop, vooruitgang en de voortstuwing van het verhaal verbonden zijn.
  - Statische motieven zijn verantwoordelijke voor het statische in het verhaal, dus meestal de sfeer en het 'klimaat'.
  - Soms komen stijl- en vormelementen zo opvallend in steeds wisselende vorm voor dat ze als leidmotieven kunnen gelden in een verhaal. Een voorbeeld van een leidmotief is de steen in het verhaal De aanslag van Harry Mulisch. In vrijwel ieder hoofdstuk komt de steen in een andere gedaante (dobbelsteen, straatsteen, kei, monument, grafzerk) terug.
- Abstract motief: deze komen voor als bepaalde verhaalgegevens een minder concrete betekenis krijgen die voor het hele verhaal relevant is.

### Thema
Het thema, de thematiek, het hoofdmotief, het grondmotief of de kerngedachte is een algemene kenmerkende grondgedachte van een verhaal, dat, in tegenstelling tot het motief, in een tekst aanwezig kan zijn zonder een expliciete vermelding. De verschillende concrete en abstracte motieven in een verhaal leiden samen tot het thema.

### Motto
Een motto van een boek is een citaat, een spreuk, een sententia of een klein stukje tekst dat niet bij het verhaal hoort, en dat meestal van een ander persoon dan de auteur komt. Het gaat steeds vooraf aan een tekst en is daarvan duidelijk onderscheiden door plaats en wijze van afdrukken. Motto's hebben doorgaans een specifieke relatie met de tekst waar ze bij horen, bijvoorbeeld een ondersteuning of toespeling op de inhoud van de tekst die volgt. Motto's geven bovendien aan tot welke schrijverstraditie de gebruikers ervan wensen te behoren en ze verraden iets van de literatuuropvatting van de auteur. Maar daarnaast zou men het motto kunnen zien als een aanwijzing voor de lezer over de wijze waarop de erop volgende tekst gelezen dient te worden. Het belang van een motto is gewichtig, want het kan helpen bij de interpretatie van het verhaal. Er kunnen ook meerdere motto's aanwezig zijn.

### Stijl
De stijl is eenvoudigweg de manier waarop de auteur zich met zijn taal uitdrukt. Voorbeelden zijn: vlotte stijl, sombere stijl, zware stijl, ... Dit is meestal een subjectief gegeven en kan erg verschillen van auteur tot auteur.
De stijl kan men bepalen door te letten op specifieke elementen als woordkeuze, zinsbouw, opvallende beeldspraak, stijlfiguren, opvallende citaten, concretisering van motieven, tijd- en plaatskeuze, voorstelling van de personages, beschrijving van details, ...

### Stijlperiode
De stijlperiode is een term uit de cultuurgeschiedenis ter aanduiding van een bepaalde periode door middel van de stijl die in dat tijdvak overheersend wordt geacht. Het beschrijft een op een bepaald ogenblik heersende werkwijze op stilistisch en thematisch gebied. Voorbeelden zijn romantiek, avant-garde, naturalisme en impressionisme.
In de literatuurgeschiedenis geeft men doorgaans de voorkeur aan de ruimere term stroming bij het periodiseren (periodisering). Het kaderen van een verhaal of tekst in een dergelijk stijlkader, kan helpen tot het doorgronden van bepaalde handelingen van de personages, omdat ze op een of andere manier typerend zijn voor een bepaalde stroming.